# Suschno

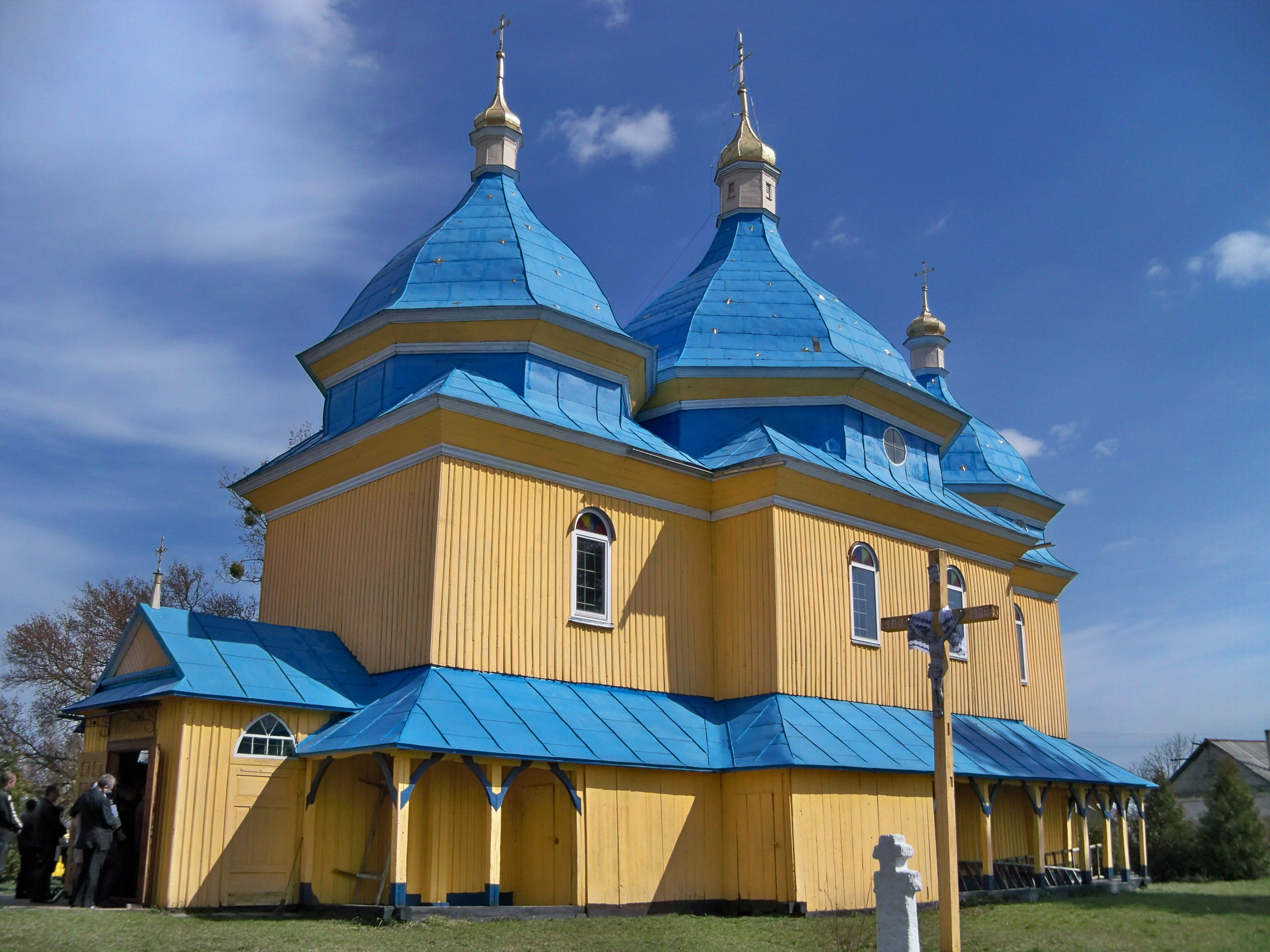
Kirche in Suschno

Suschno (ukrainisch und russisch Сушно, polnisch Suszno, 1946–1989 Сушне Suschne) ist ein Dorf in der westukrainischen Oblast Lwiw mit etwa 510 Einwohnern.
Am 12. Juni 2020 wurde das Dorf ein Teil der neu gegründeten Stadtgemeinde Radechiw im Rajon Tscherwonohrad, bis dahin bildete es mit den Dörfern Obortiw (Обортів) und Toboliw (Тоболів) die gleichnamige Landratsgemeinde im Rajon Radechiw.

## Geschichte
Politisch gehörte der Ort zunächst zur Adelsrepublik Polen-Litauen. Ab dem 16. Jahrhundert war er im Besitz der Adelsfamilie Komorowski. Unter anderem wurden Gertruda Komorowska und Kordula Komorowska dort geboren und wuchsen im Ort auf.
Bei der Ersten Teilung Polens kam er 1772 zum neuen Königreich Galizien und Lodomerien des habsburgischen Kaiserreichs (ab 1804). Danach gehörte er den Adelsfamilien Łączyński, Cetner, Baworowski, Kraiński sowie von 1911 bis Zweiten Weltkrieg der Familie Rostworowski.
Im 19. Jahrhundert wurde nordöstlich auf dem Grund des Dorfes die deutsche Kolonie Heinrichsdorf gegründet. Die Protestanten gehörten zur Pfarrgemeinde Jozefów in der Evangelischen Superintendentur A. B. Galizien. In der Zwischenkriegszeit gab es eine Filialgemeinde in der Evangelischen Kirche Augsburgischen und Helvetischen Bekenntnisses in Kleinpolen, die im Jahr 1937 142 Mitglieder hatte.
Im Jahre 1900 hatte die Gemeinde Suszno (mit den Ortschaften Heinrichsdorf, Tobołów und Zabawa) 283 Häuser (210 in Suszno, 20 in Heinrichsdorf, 25 in Tobołów, 28 in Zabawa) mit 1752 Einwohnern, davon 1297 ruthenischsprachige, 293 deutschsprachige (137 in Suszno, 121 in Heinrichsdorf, 35 in Zabawa), 156 polnischsprachige (91 in Suszno, 51 in Zawada), 1100 griechisch-katholische, 320 römisch-katholische, 73 israelitische (33 in Suszno, 26 in Zabawa), 259 anderen Glaubens (122 in Suszno, 111 in Heinrichsdorf, 26 in Zabawa).
Nach dem Ende des Polnisch-Ukrainischen Kriegs 1919 kam die Gemeinde zu Polen. Im Jahre 1921 hatte die Gemeinde Suszno (mit den Weilern Kempa, Nowa Wieś, Tobołów und Zabawa) 282 Häuser mit 1652 Einwohnern, davon 1005 Ruthenen, 497 Polen, 118 Deutschen (83 in Nowa Wieś), 32 Juden, 1098 griechisch-katholischen, 366 römisch-katholischen, 118 evangelischen (83 in Nowa Wieś), 18 israelitischen, einem anderen Christen.
Im Zweiten Weltkrieg gehörten die Gemeinden zuerst zur Sowjetunion und ab 1941 zum Generalgouvernement, ab 1945 wieder zur Sowjetunion, heute zur Ukraine. Die dann noch ansässigen Deutschen wurden 1940 infolge des Deutsch-Sowjetischen Grenz- und Freundschaftsvertrages umgesiedelt. Im Januar 1944 wurden 55 Polen von OUN-UPA getötet.
Das Schloss, von der Familie Komorowski im 16. Jahrhundert gebaut, 1905 von Kraiński umgebaut, wieder in der Zwischenkriegszeit von Rostworowski, wurde im Zweiten Weltkrieg zerstört.
Der Ort wurde 1946 in Suschne (Сушне) umbenannt, am 19. September 1989 erhielt sie seinen heutigen Namen zurück.

## Persönlichkeiten
- Gertruda Komorowska (1754–1771), polnische Edelfrau, Ehefrau von Stanisław Szczęsny Potocki
- Kordula Komorowska (1764–1837), polnische Edelfrau, Ehefrau von Teodor Potocki
- Käthe Larsch (1901–1935), deutsche Kommunistin und Widerständlerin gegen den Nationalsozialismus